# Richard Dutruel
Richard Dutruel (Thonon-les-Bains, França, 24 de desembre de 1972), és un exfutbolista professional francès. Va jugar de porter en el Paris Saint Germain, el Celta de Vigo i el FC Barcelona, entre d'altres equips.

## Trajectòria
Va iniciar la seva carrera en la seva localitat natal, per a passar al Paris Saint Germain. En les categories inferiors del club parisenc es va proclamar campió de França en categoria cadet el 1988 i campió juvenil (Coupe Gambardella) el 1991). El 20 de març de 1992 va debutar en la Ligue 1, encara que la dificultat per a fer-se un lloc en el primer equip el va dur com cedit, el 1993, a l'SM Caen. En el club normand va jugar amb regularitat durant dos anys, abans de tornar a París.
La temporada 1995/96, amb Bernard Lama com a titular indiscutible, Dutruel tot just va gaudir d'oportunitats per a jugar, en un any que el PSG es va proclamar campió de la Recopa d'Europa i de la Supercopa de França. A l'acabar la temporada Dutruel va preferir buscar sort a la Lliga espanyola amb el Celta de Vigo, on va aconseguir per fi reivindicar-se.
Durant quatre temporades es va convertir en un dels porters més destacats del campionat espanyol, arribant fins i tot a debutar amb la selecció francesa. Les seves bones actuacions van despertar l'interès del FC Barcelona, que buscava un recanvi per a Ruud Hesp. El 1999, quan Dutruel encara tenia un any de contracte amb el club gallec, es va fer públic el seu acord per a incorporar-se al Barça la següent temporada, amb el qual el club blaugrana s'estalviava pagar els 700 milions de pessetes de la seva clàusula de rescissió. Aquest gest va desagradar als afeccionats i dirigents del Celta, i Dutruel va ser apartat de la titularitat fins al final d'eixa temporada.
Quan Dutruel va arribar a Barcelona, el juliol de 2000, el principal valedor del seu fitxatge, Louis Van Gaal, ja havia estat cessat. A pesar d'això, inicialment va comptar amb la confiança del nou tècnic blaugrana, en Llorenç Serra Ferrer, que el va alinear en el tram inicial de la temporada. No obstant això, una lesió en la 13a jornada, precisament en el camp del Celta de Vigo, li va fer perdre la titularitat en favor del llavors jove canterà Reina. Davant els mals resultats, Serra Ferrer va ser destituït i l'arribada de Carles Rexach va permetre a Dutruel recuperar la titularitat en la recta final del campionat. Però, el francès no va arribar mai a guanyar-se la confiança dels tècnics barcelonistes, que de cara a la següent temporada van prioritzar el fitxatge d'un guardameta. El triat fou Roberto Bonano i Dutruel va acabar relegat a tercer porter de l'equip, passant la temporada 2001/02 en blanc.
Al terme d'eixa campanya va aconseguir la carta de llibertat i, després de rebutjar ofertes del RCD Espanyol i del Rennes va signar per tres temporades pel Deportivo Alavés, que per aquells dies vivia els seus anys daurats. Encara que en el club vitorià va tornar a jugar amb regularitat, la temporada es va saldar amb un inesperat descens a Segona Divisió i Dutruel va optar per cancel·lar el seu contracte i tornar al seu país natal per a jugar en la màxima categoria amb el Racing d'Estrasburg. No obstant això, les lesions d'esquena van marcar aquesta última etapa de la seva carrera.
Dutruel va decidir retirar-se al juliol de 2005, després d'una temporada sense poder jugar.

## Selecció
Va ser internacional en una ocasió amb la selecció de futbol de França. El seu primer i únic partit va ser un encontre amistós davant Camerun disputat el 4 d'octubre de 2000.